# Championnats d'Asie de BMX 2014
Navigation
Édition précédente Édition suivante
Les championnats d'Asie de BMX 2014 ont lieu du 7 au 11 novembre 2014 à Siak Sri Indrapura  en Indonésie.

## Podiums
| Épreuves            | Or                 | Argent           | Bronze          |
| ------------------- | ------------------ | ---------------- | --------------- |
| Épreuves masculines |                    |                  |                 |
| Élite hommes        | Yoshitaku Nagasako | Kohei Yoshii     | Jukia Yoshimura |
| Junior hommes       | Yuto Ikegami       | Mohd Abdul Rakim | Yogi Putra      |
| Épreuve féminine    |                    |                  |                 |
| Élite femmes        | Amanda Carr        | Yan Lu           | Peng Na         |
| Junior femmes       | Haruka Seko        | Yaru Zhang       | Xiaoyan Tong    |

## Tableau des médailles
| Rang  | Nation    | Or | Argent | Bronze | Total |
| ----- | --------- | -- | ------ | ------ | ----- |
| 1     | Japon     | 3  | 1      | 1      | 5     |
| 2     | Thaïlande | 1  | 0      | 0      | 1     |
| 3     | Chine     | 0  | 2      | 2      | 4     |
| 4     | Singapour | 0  | 1      | 0      | 1     |
| 5     | Indonésie | 0  | 0      | 1      | 1     |
| Total | Total     | 4  | 4      | 4      | 12    |